# Maruvango
Maruvango ist ein Verwaltungsbezirk (Ward) des Distrikts Meru in der tansanischen Region Arusha.

## Geografie
Maruvango liegt im Norden von Tansania, etwa 35 Kilometer ostnordöstlich der Regionshauptstadt Arusha am nordöstlichen Abhang des Ngurdoto-Kraters. Der Bezirk hat eine Fläche von 35 Quadratkilometern. Bei der Volkszählung 2022 lebten hier 9796 Menschen in 2385 Haushalten.

## Gliederung
Der Bezirk besteht aus vier Gemeinden (Mtaa) mit 14 Orten (Kitongoji):
| Maruvango - Kaveshe - Centre - Kwatulele - Makivaru | Shishtony - Itingare - Shishtony - Noseiya - Lerai | Mbaaseny - Nombeko - Mbaaseny - Mbaaseny | Mouwara - Hazina - Mburiashi - Mouwara Centre |

## Wirtschaft und Infrastruktur
- Bildung: Die Maruvango Secondary School ist eine staatliche weiterführende Tagesschule, die Jugendliche bis zur 4. Stufe ausbildet.[6]